# Серебряніков Віктор Петрович
Віктор Петрович Серебряніков (29 березня 1940, Запоріжжя, Українська РСР, СРСР — 12 листопада 2014, Київ, Україна) — український радянський футболіст, півзахисник. Майстер спорту (1960), майстер спорту міжнародного класу (1966), заслужений майстер спорту СРСР (1967). У складі київського «Динамо» 5 разів ставав чемпіоном СРСР, двічі вигравав Кубок СРСР. Учасник чемпіонатів світу 1962 (на поле не виходив), 1966 і 1970 років у складі збірної СРСР з футболу. В єврокубках провів 14 матчів, забив 4 голи.
Прізвисько серед колег і вболівальників: «Серебро».

## Особливості стилю гри
Віктор Петрович був великим майстром пробиття штрафних ударів так званою «дугою». За власним визнанням, вперше він побачив цей удар у найкращих гравців Південної Америки.
Він постійно тренував техніку цього удару, закручуючи м'яч у двох площинах. М'яч після удару Серебрянікова летів по складній дузі так, що огинав вибудувану «стінку» зверху по центру, а потім, коли здавалося, що він летить повз ворота або вище, різко йшов вниз і вбік. Свої коронні голи зі штрафного Віктор Серебряніков забивав у іграх як внутрішнього чемпіонату СРСР, так і в міжнародних матчах. І ніякі хитрощі суперників — на кшталт «підсування» стінки ближче до м'яча, ніж належні за правилами 9 метрів (іноді бувало навіть менше 7 метрів), підскок догори гравців «стінки», перебігання воротаря в інший кут воріт — не рятували суперника від голу. Відсоток влучання у площину воріт був у Серебрянікова дуже високим, понад 75 %. У сезоні 1969 року Серебряніков забив цим ударом 7 голів.

## Статистика виступів за «Динамо»
| Клуб   | Сезон  | Чемпіонат | Чемпіонат | Кубок | Кубок | Єврокубки | Єврокубки | Всього | Всього |
| Клуб   | Сезон  | Ігри      | Голи      | Ігри  | Голи  | Ігри      | Голи      | Ігри   | Голи   |
| ------ | ------ | --------- | --------- | ----- | ----- | --------- | --------- | ------ | ------ |
| Динамо | 1959   | 7         | 0         | -     | -     | -         | -         | 7      | 0      |
| Динамо | 1960   | 18        | 8         | -     | -     | -         | -         | 18     | 8      |
| Динамо | 1961   | 29        | 4         | 1     | 0     | -         | -         | 30     | 4      |
| Динамо | 1962   | 20        | 7         | -     | -     | -         | -         | 20     | 7      |
| Динамо | 1963   | 37        | 11        | 2     | 1     | -         | -         | 39     | 12     |
| Динамо | 1964   | 29        | 3         | 5     | 1     | -         | -         | 34     | 4      |
| Динамо | 1965   | 29        | 11        | 2     | 1     | 6         | 2         | 37     | 14     |
| Динамо | 1966   | 15        | 2         | 2     | 0     | -         | -         | 17     | 2      |
| Динамо | 1967   | 35        | 8         | 2     | 0     | 4         | 0         | 41     | 8      |
| Динамо | 1968   | 34        | 7         | -     | -     | -         | -         | 34     | 7      |
| Динамо | 1969   | 30        | 8         | 2     | 1     | 4         | 2         | 36     | 11     |
| Динамо | 1970   | 15        | 1         | 1     | 0     | -         | -         | 16     | 1      |
| Динамо | 1971   | 1         | 0         | 4     | 1     | -         | -         | 5      | 1      |
| Всього | Всього | 299       | 70        | 21    | 5     | 14        | 4         | 334    | 79     |

- Статистика в Кубках СРСР та єврокубках подана за схемою «осінь-весна» та зарахована в рік початку турніру

## Досягнення
- Чемпіон СРСР: 1961, 1966, 1967, 1968, 1971
- Володар Кубка СРСР: 1964, 1966
- Бронзовий призер ЧС-1966
- Дев'ять разів входив у список 33-х найкращих футболістів року (двічі, у 1968 і 1969 роках — під № 1)

Нагороди
- Орден «За заслуги» III ступеня (2004)[2]